# Amando Represa
Amando Represa Rodríguez (Valladolid, 25 de septiembre de 1918 - Valladolid, 4 de marzo de 2010) fue un historiador español, vinculado principalmente a Valladolid y su provincia.

## Biografía
Sobrino bisnieto del historiador palentino Modesto Lafuente, estudió en el colegio San José y en el Instituto Zorrilla de Valladolid. Su formación se vio interrumpida por el estallido de la Guerra Civil Española, en la que participó y, una vez finalizada, retomó los estudios en Filosofía y Letras, en los que se licenció para especializarse posteriormente en Archivos y Bibliotecas, obteniendo plaza como funcionario en el Archivo General de Simancas.
Profesor y catedrático de historia antigua y medieval en la Universidad de Valladolid, en 1968 se convirtió en director del Archivo de Simancas (cargo que ocupó hasta 1985) e ingresó en 1975 como académico en la Real Academia de Bellas Artes de la Purísima Concepción, en sustitución de Narciso Alonso Cortés. Asimismo, ejerció el papel de coordinador en la segunda fase de la exposición de Las Edades del Hombre.
Falleció a los 91 años de edad en Valladolid el 4 de marzo de 2010.